# Spatholobus ridleyi
Spatholobus ridleyi är en ärtväxtart som beskrevs av George King. Spatholobus ridleyi ingår i släktet Spatholobus och familjen ärtväxter. Inga underarter finns listade i Catalogue of Life.